# Vîsocine, Ratne
Vîsocine (în ucraineană Височне) este localitatea de reședință a comunei Vîsocine din raionul Ratne, regiunea Volînia, Ucraina.

## Demografie
Componența lingvistică a localității Vîsocine
     Ucraineană (98,57%)
     Rusă (1,43%)
Conform recensământului din 2001, majoritatea populației localității Vîsocine era vorbitoare de ucraineană (98,57%), existând în minoritate și vorbitori de rusă (1,43%).